# Gyorsan száguldó, hűs patak partján
A Gyorsan száguldó, hűs patak partján egy hazafias orosz népdal.

## Kotta és dallam
| Gyorsan száguldó hűs patak partján Ülök némán és elnézem én, Túl a távoli zöldellő lankán Az én földemre ömlik a fény... | Как пойду я на быструю речку, Сяду я да на крут бережок, Посмотрю на родную сторонку, На зеленый приветный лужок... Ты сторонка, сторонка родная, Нет на свете привольней тебя. Уж ты, нива моя золотая, Да высокие наши хлеба. Эх ты, русское наше приволье, Краю нет на луга и поля. Ты широкое наше раздолье, Ты родимая матерь-земля. |

## Felvételek
- Kak pajdu - Gyorsan száguldó - orosz népdal. Magyar Rádió és Televízió Gyermekkara, vezényel Csányi László  YouTube (1970. május 12.)  (Hozzáférés: 2017. április 13.) (audió, magyar és orosz szöveg) magyarul és oroszul
- Gyorsan száguldó, hűs... (Как пойду я на быструю речку...). Dalszöveg klub (2013. április 8.)  (Hozzáférés: 2017. április 13.) (videó, magyar és orosz szöveg)